# Союз женщин России
Союз женщин России (СЖР) – общероссийская общественно-государственная организация. Союз был создан в ноябре 1990 года и в 1992 году стал правопреемником Комитета советских женщин.
В 2018 году Указом Президента РФ Союзу женщин России присвоен статус общественно-государственной организации. Распоряжением Правительства РФ в состав Бюро Союза женщин России входят представители Министерства труда и социальной защиты РФ, Министерства просвещения РФ, Министерства здравоохранения РФ и Министерства культуры РФ. 
Союз женщин России осуществляет свою деятельность через региональные отделения, представленные в 89 субъектах Российской Федерации, и советы женщин (женсоветы), работающие на местном уровне. 
В состав Союза женщин России на правах коллективных членов входит 68 общественных организации.

## Деятельность
Деятельность Союза женщин России проходит в рамках долгосрочной программы «Равенство. Развитие. Мир в 21 веке», включающей семь направлений: «Крепкая семья – стабильное государство», «За обеспечение устойчивого развития и социальной безопасности», «За гарантированное равенство прав и возможностей мужчин и женщин», «Духовность. Культура. Здоровый образ жизни», «Женщины за возрождение села», «Передовая практика. Новые идеи. Позитивные действия», «За мир, международное сотрудничество и дружбу».
Союз сотрудничает с общественными объединениями и движениями, выступающими за демократические преобразования в стране и отстаивающими интересы женщин, а также законодательными и исполнительными органами власти, органами местного самоуправления.

## История

### Антифашистский комитет советских женщин
«Пройдет время, и будущие поколения с любовью и благодарностью будут перечитывать страницы истории, на которых золотыми буквами будут записаны имена женщин нашей эпохи, дела и дни их героической борьбы против фашизма, за освобождение человечества». – Н.В.Попова, советский партийный и общественный деятель
Антифашистский комитет советских женщин был создан 7 сентября 1941 года, и его первым председателем стала Герой Советского Союза Валентина Степановна Гризодубова. В тот же день состоялся Антифашистский митинг советских женщин, на котором было принято обращение «К женщинам всего мира» с призывом создать единый фронт против фашистских агрессоров. Призыв был обращён к женщинам оккупированных фашистской Германией стран, где росло движение Сопротивления, - Франции, Бельгии, Голландии, Греции, Польши, Чехословакии, Югославии, Норвегии, Англии и Соединенных Штатов Америки. 
После первого антифашистского митинга по всей стране прокатилась мощная волна женских митингов. Только в Сталинграде состоялось 285 митингов, на которых присутствовали 36 тысяч женщин. За период с 1942 по 1945 годы Комитет провёл еще три Всесоюзных митинга женщин.
В годы Великой Отечественной войны Антифашистский комитет советских женщин устанавливал деловые связи с женскими организациями зарубежных стран для активизации женщин на борьбу с фашизмом, вел информационные и агитационные работы, обеспечивал иностранную печать статьями и другими материалами для распространения правды о героизме советских людей на фронте и в тылу.
В 1945 году, после окончания войны, Антифашистский комитет советских женщин поставил перед собой новые задачи – объединение женщин всех стран в борьбе за прочный мир, всеобщее сокращение вооружений, уничтожение и запрещение производства новых атомных бомб и широкое информирование международного женского движения об участии советских женщин в культурной, экономической и политической жизни страны. Председателем Комитета в октябре 1945 года была избрана секретарь Всесоюзного Центрального совета профсоюзов Нина Васильевна Попова. При Комитете были созданы общественные комиссии, организовано издание журнала «Советская женщина», который в дальнейшем издавался на 14 языках и распространялся в 148 странах.

### Комитет советских женщин
В 1956 году Антифашистский комитет советских женщин был переименован в Комитет советских женщин. Комитет поддерживал дружеские связи с прогрессивными женскими организациями 120 стран мира.
В 1968 году председателем Комитета была избрана первая женщина-космонавт Валентина Владимировна Терешкова.
В 1973 Комитет советских женщин был награжден орденом Дружбы народов.
30 января 1987 года в Москве состоялась Всесоюзная конференция женщин, в которой приняли участие передовые труженики городов и сёл, колхозницы, представители народного хозяйства и здравоохранения, министры союзных республик, директора промышленных предприятий и совхозов, деятели культуры, литературы и искусства.
На конференции был поднят вопрос совершенствования организационных форм женского движения и было принято «Положение о советах женщин (женсоветов)». Советы должны были вовлекать женщин в общественно-политическую деятельность, содействовать повышению их роли в управлении производством, делами общества и государства, воспитывать женщин в духе патриотизма и высокой гражданской и социальной активности.
Также значительно были расширены основные направления деятельности Комитета советских женщин – теперь он не только представлял советских женщин на международной арене, но и стал неправительственным общественным органом, призванным заниматься улучшением организации труда, быта, отдыха и защищать интересы женщин СССР.
Председателем Комитета делегаты конференции избрали Героя Социалистического труда Зою Павловну Пухову.
В сентябре 1987 года Комитет советских женщин стал обладателем специального диплома ООН «Посланник мира».

### Союз женщин России
В 1990 году встал вопрос необходимости создания новой женской организации — Союза женщин России. Глобальные изменения, происходившее в стране, заставляли женщин определить своё место и роль в тех процессах, которые происходили в обществе и предъявляли новые требования к женскому движению.
В задачи Союза женщин России входит:
- проведение патриотических акций;
- реклама ценностей семейного образа жизни;
- воспитание физически и нравственно здоровых детей;
- борьба за права женщин.

22 ноября 1990 года состоялась учредительная конференция Союза женщин России, в состав которого вошли женские советы и другие объединения женщин, расположенные на территории Российской Федерации. В заседании приняли 424 делегата, среди которых были Б. Н. Ельцин, председатель Верховного Совета РСФСР, Е. Ф. Лахова, председатель Комитета Верховного Совета РСФСР по делам женщин, охраны семьи, материнства и детства, И. И. Гребешева, председатель Комитета по делам семьи и демографической политике при Совете Министров РСФСР и другие. В том же году Союз женщин России вошёл в состав Комитета советских женщин.
В 1991 году Союз женщин России направил в Конституционную комиссию Верховного Совета предложение о включении в проект Конституции Российской Федерации статей, гарантирующих равноправие мужчин и женщин. В 1993 году инициатива нашла своё отражение в статье 19 пункте 3: «Мужчина и женщины имеют равные права и свободы и равные возможности для их реализации».
30 января 1992 года состоялась внеочередная конференция полномочных представителей Комитета советских женщин «О передаче Комитетом женщин прав преемственности», на котором полномочия КСЖ были переданы Союзу женщин России. Председателем СЖР была избрана А. В. Федулова, заместителем председателя стала Г. Н. Галкина.
В начале 1992 года Союз женщин России заключил соглашение о совместной работе по решению проблем занятости женщин с Департаментом труда и занятости правительства Москвы и Министерством труда и социального развития Российской Федерации. С 1992 по 1993 года Союз провёл 10 ярмарок вакансий рабочих профессий в Москве, которые посетили более 15 000 женщин. К 1997 году такие ярмарки проходили по всей России и их посетило более 400 тысяч человек, треть из которых — женщины.
С 1993 года Союз женщин России выступал с инициативой учреждения Всероссийского Дня матери, и совместно с журналом «Мир женщины» проводил работу по обобщению и распространению опыта регионов, проводящих День матери. В 1998 году праздник День матери был утвержден Указом Президента РФ.
В 1995 году руководство Союза женщин России в составе официальной делегации Российской Федерации приняло участие в IV Всемирной конференции ООН по положению женщин, на который была принята Пекинская платформа действий.
В 1999 году Союз женщин России получил консультативный статус при ЭКОСОС ООН.
В 2006 году Пленум Союза женщин России избрал председателем СЖР Е. Ф. Лахову, руководителя Комитета Государственной Думы РФ по делам женщин, семьи и молодёжи.
8 марта 2017 года вышло Распоряжение об утверждении Национальной стратегии действий в интересах женщин на 2017—2022 годы. Стратегия была подготовлена Минтрудом России при активном участии Союза женщин России и других женских общественных организаций. Председатель Союза женщин России, Е. Ф. Лахова, вошла в состав Координационного совета по реализации Национальной стратегии действий в интересах женщин.
В 2018 году Союзу женщин России Указом Президента РФ присвоен статус общественно-государственной организации.
В 2020 году с 30-летним юбилеем Союз женщин России поздравил Президент РФ В. В. Путин.

## Руководство
В разное время организацию возглавляли:
- В.С. Гризодубова (1941—1945, Антифашистский комитет советских женщин)
- Н.В. Попова (1945—1968, Комитет советских женщин)
- В.В. Терешкова (1968—1987, Комитет советских женщин)
- З.П. Пухова (1987—1992, Комитет советских женщин)
- А.В. Федулова (1991—2006, Союз женщин России)
- Е.Ф. Лахова (с 2006 г., Союз женщин России)

## Международное сотрудничество
Союз женщин России входит в состав Международного совета женщин, Международной демократической федерации женщин, Всемирной ассоциации сельских женщин. С 1999 года имеет специальный консультативный статус в Экономическом и социальном совете ООН (ЭКОСОС).
Союз женщин России представляет российских женщин на международной арене, участвуя в работе профильных комитетов ООН, конференциях ОБСЕ, Совета Европы, ШОС и БРИКС, ЕАЭС, развивает двухстороннее сотрудничество с женскими организациями Китая, Белоруссии, Монголии, Казахстана.

## Здание Союза женщин России
Штаб-квартира Союза женщин России находится в историческом здании конца 18 века архитектора М.Ф.Казакова на Глинищевском переулке в Москве. Усадебная постройка 1780-х годов, перестройки начала XIX в. В первой половине XIX века здание принадлежит купцу 2 гильдии Николаю Оберу. Его жена Мари Роз Обер-Шальме имела на первом этаже дома модный магазин женского платья. После окончания войны 1812 года их сын, Лаврентий Обер, сдавал дом под гостиницу, называвшуюся сначала «Север», затем «Англия». В ней неоднократно в 1828—1832 годах останавливался А. С. Пушкин. Тут он написал «Кавказ», «Монастырь на Казбеке», «К бюсту завоевателя», «Дорожные жалобы» и др. В этом доме 29 марта 1829 г. он встречался с польским поэтом Адамом Мицкевичем, о чём свидетельствует мемориальная доска (скульптор М. И. Мильбергер). Во времена СССР домом владел Комитет советских женщин, сейчас здание принадлежит Союзу женщин России.